# ぎょしゃ座イプシロン星
ぎょしゃ座ε星は、ぎょしゃ座の恒星で3等星。変光が確認されて以来長い間その変光メカニズムが説明困難なため研究の対象とされてきた食変光星である。

## 変光
| 星名           | スペクトルFの星  | スペクトルFの星  | スペクトルFの星  | スペクトルFの星  | スペクトルBの星 | スペクトルBの星 | スペクトルBの星 | スペクトルBの星 |
| スペクトル分類 | F0II-III ?       | F0II-III ?       | F0II-III ?       | F0II-III ?       | B4-6V           | B4-6V           | B4-6V           | B4-6V           |
| 半径           | 135 ± 5 R☉       | 135 ± 5 R☉       | 135 ± 5 R☉       | 135 ± 5 R☉       | 3.9 ± 0.4 R☉    | 3.9 ± 0.4 R☉    | 3.9 ± 0.4 R☉    | 3.9 ± 0.4 R☉    |
| 質量           | 2.2 +0.9 −0.8 M☉ | 2.2 +0.9 −0.8 M☉ | 2.2 +0.9 −0.8 M☉ | 2.2 +0.9 −0.8 M☉ | 5.9 ± 0.8 M☉    | 5.9 ± 0.8 M☉    | 5.9 ± 0.8 M☉    | 5.9 ± 0.8 M☉    |
| 表面温度       | 7,750 K          | 7,750 K          | 7,750 K          | 7,750 K          | 15,000 K        | 15,000 K        | 15,000 K        | 15,000 K        |

ぎょしゃ座ε星は極めて特異な星のひとつとされている。それは異例かつ説明困難な変光現象による。
視等級が2.92等から3.88等まで変光するアルゴル型変光星である。変光が発見されてから長い間、ぎょしゃ座ε星の変光周期は既知の食変光星の中で最長であったが、2016年3月にTYC 2505-672-1がε星を大きく上回る69.1年の変光周期を持つ食変光星であるとの報告があり、最長の座を譲っている。

### 変光の研究史
1821年にクヴェードリンブルクに住むヨハン・ハインリヒ・フリッチュ牧師により減光が報告されたが、当時はその報告が注目されることはなかった。ポツダム天体物理天文台の所長ヘルマン・カール・フォーゲルは、1900年春から1年間にかけて同天文台のヨハネス・ハルトマンとエバーハートが撮影したスペクトル写真から、この星が分光連星である可能性に気付いた。フォーゲルから過去の観測記録を精査するよう指示を受けた同天文台のハンス・ルーデンドルフは、フリッチュ牧師の記録した1820～21年の他に、1847～1848年、1874～75年、1901～02年にそれぞれ数百日間にわたって0.5等以上減光していたことを発見した。結論として、ぎょしゃ座ε星は約9884日（約27.1年）周期で変光する食変光星であることが明らかになった。
ところが、ぎょしゃ座ε星の変光は変光周期が極めて長い上に、食の期間が約2年間続くという点で、当時知られていた他の食変光星と比べて極めて異質であった。この星の変光は、減光の期間が約半年、通常よりも0.8等減光（光度は約2分の1となる）している食甚期間が約1年間継続し、そして復光の期間が約半年続く。つまり、減光と復光の期間が1とすれば食甚の期間は2となる。主星の光度が2分の1になるのだから、仮に伴星が全く光を発しないとしても主星の面積の半分を隠さなければならない。しかし主星の半分以上の大きさの伴星が主星を隠すのであれば、減光と復光の期間がもっと長くなるはずであり、減光・復光と食甚の期間の比率が1：2になるという事実に説明がつかない。つまり普通の食変光星のモデルではぎょしゃ座ε星の変光を説明することは不可能であった。
食の期間が約2年間に及ぶこと、ぎょしゃ座ε星自体が遠い距離にある星であることなどから、伴星は極めて大きな天体であることが想定された。しかし、分光観測でも食の前後と食の最中でスペクトル型にほとんど変化が見られず、その正体がつかめなかった。もし伴星が主星の前を横切らない角度に地球が位置すれば、ぎょしゃ座ε星は単にスペクトル型A8の超巨星とされていたであろう。
やがて伴星に対する主星の動きから伴星の質量が計算された。伴星の質量は主星ほどではないが極めて大きく、主星が太陽の質量の15～20倍程度、そして伴星も10倍程度はあるとされた。これほどの質量を持つ天体が見えないという事実をどう説明するかという難問も持ち上がった。

### 2つのモデル

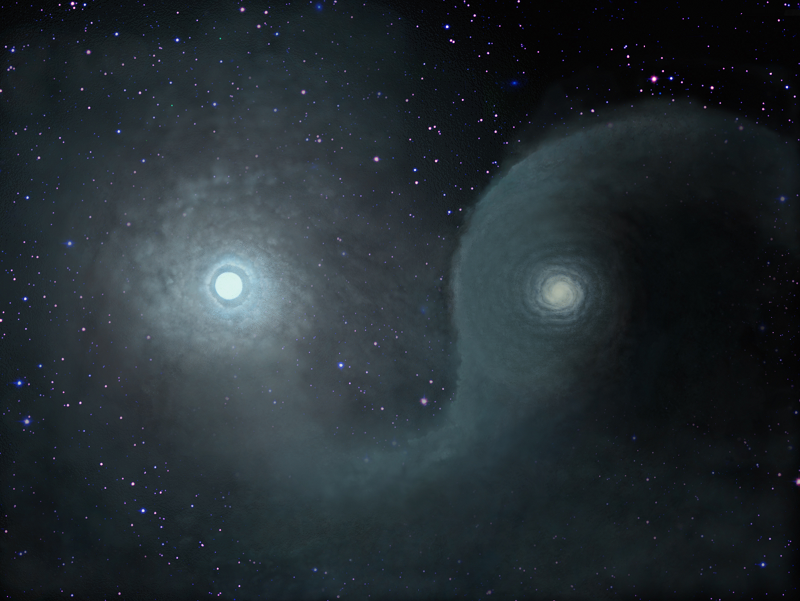
円盤モデルに基づく連星系の様子（想像図）。

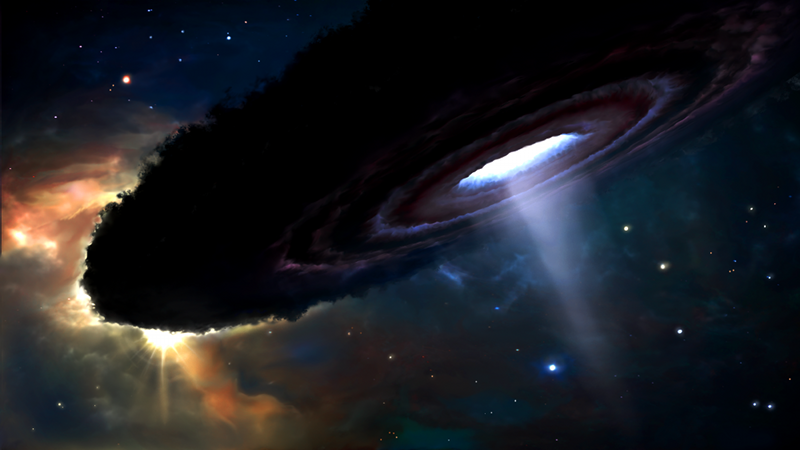
周囲に円盤を持つ伴星が主星を覆い隠す様子（想像図）。

ぎょしゃ座ε星の観測結果を説明するために、大きく分けて2つのモデルが提唱された。1つは主星を上回る大きさの、外層が半透明な巨大な天体が伴星であるというモデル。もうひとつは伴星が不透明な平べったい円盤型であるというモデルである。
1937年にジェラルド・カイパー、オットー・シュトルーベ、ベンクト・ストレームグレンによって提唱された第一のモデルの難点は、主星を上回る大きさの巨大な半透明な天体を想定すること自体が困難である上に、半透明な物体を通した場合、主星のスペクトルに何らかの変化が見られると予想されるが、そのような事実はない。
1965年に黄授書により提唱された第二のモデルを採用すると、不透明な平べったい円盤型の天体の正体が何であるかが次の問題となる。質量的な面と伴星が観測にかからないという点から、伴星の中心にはブラックホールがあって、その周囲を塵が包んでいるというモデルが提唱された。しかしこのモデルには深刻な欠陥があった。ブラックホールの周囲を巨大な塵
の円盤が取り巻いていれば、降着円盤が出来てそこから強力なX線やガンマ線、宇宙ジェットが観測されるはずである。しかしぎょしゃ座ε星ではそのようなものは全く観測されない。そこで伴星は円盤型の塵に包まれた高温の星ではないかという説が考えられた。しかしこの説でも高温の星が見えない事実が説明困難であるという欠陥を抱えていた。円盤型のチリの質量はたかが知れており、必然的に太陽の10倍程度はあるとされる伴星の質量のほとんどを占める高温星が、観測にかからないということの説明が困難であった。

### 1982-1984年の観測
ぎょしゃ座ε星は1982年から1984年にかけて減光した。この時の観測で食甚の最中にぎょしゃ座ε星が増光しているという興味深い現象が捉えられた。そのため不透明な平べったい円盤の真ん中には穴が開いていて、ちょうどドーナツのような形をしているのではないかとのモデルが提唱された。そしてドーナツ型をしていると見られる不透明な円盤の形状ならびに伴星の質量から、伴星自体が連星なのではないかとの説が唱えられた。しかしこの説でも伴星が観測にかからないという事実を満足に説明は出来なかった。

### 2009-2011年の観測

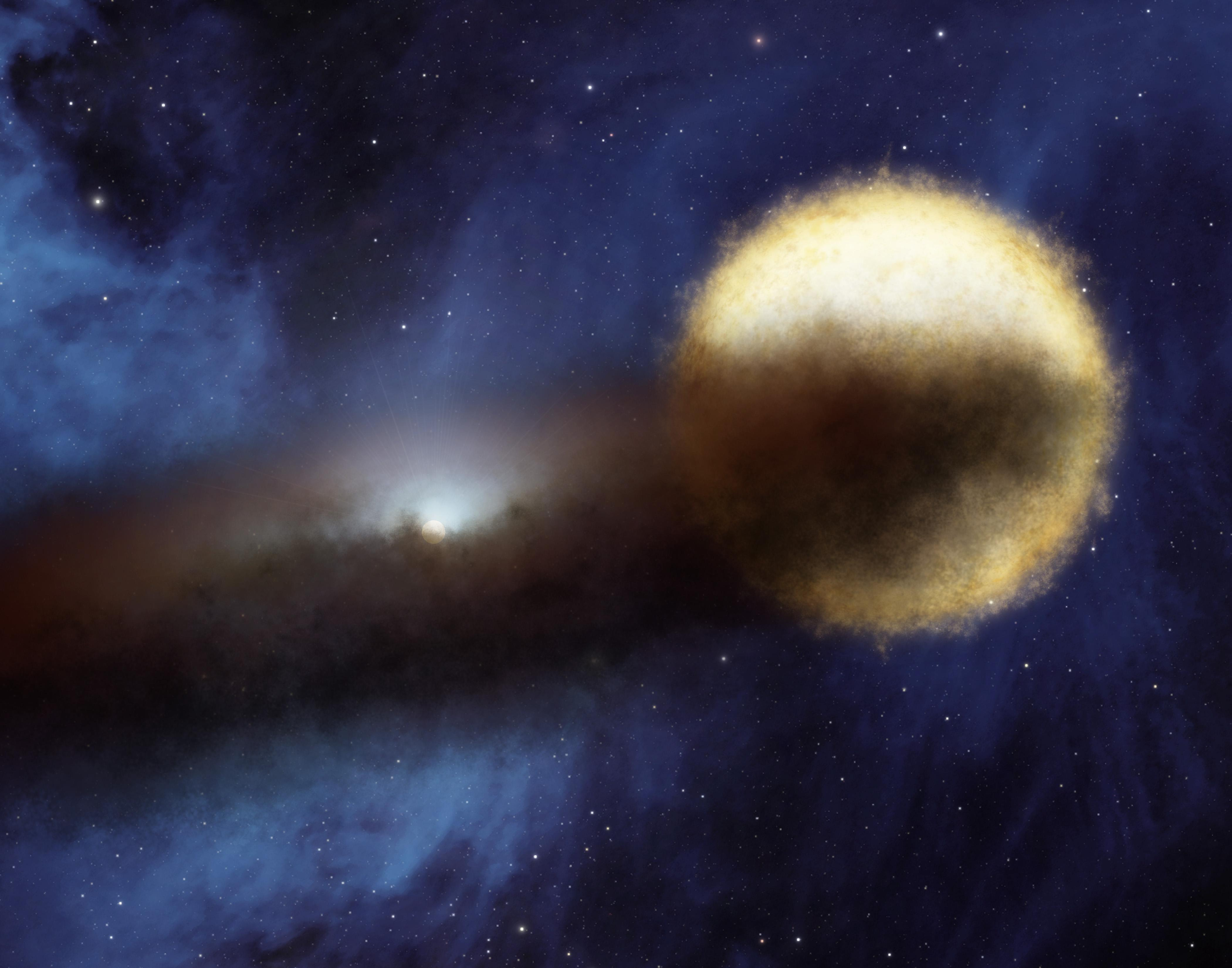
明るいF型の主星とちりの円盤を持つB型の伴星（想像図）。

ぎょしゃ座ε星は2009年から2011年にかけて変光すると予想され、実際に2009年8月11日に部分食による減光が始まったことが観測された。2009年12月には皆既食が始まり、2011年5月には本来の光度に戻ると推測された。この間に、ぎょしゃ座ε星の謎の解明が大きく前進することが期待された。
2009年11月から2010年12月までの間、ウィルソン山天文台のCHARAアレイが、ぎょしゃ座ε星の一部を覆い隠す不透明な円盤の赤外画像を撮影した。
2010年1月、スピッツァー宇宙望遠鏡 (SST) による観測で、伴星の正体は円盤に囲まれたB型の恒星であると示された。これを受けて研究チームがモデルの再検討を進めた結果、従来のモデルは主星の質量を過大に見積もっており、それに付随して伴星の光度や質量も過大な値を予測していた可能性が指摘された。仮に主星がこれまで考えられていたような大質量星ではなく、寿命末期の膨張した小質量星であるとすると、伴星の質量・光度も小さくてもよいこととなり、これまで謎とされてきた「伴星が異常に暗い」というモデルの欠陥を説明できる。また、1982年から84年にかけての減光で観測された一時的な増光は、伴星の円盤の隙間から光が覗いたものと考えられる。
その後、493日後の2011年3月19日にぎょしゃ座ε星は皆既食を終えて増光に入り、同年5月13日頃に部分食が終了したと見られている。
次回の変光は2036年から2038年にかけて起こると予想されている。

## 名称
固有名はアル・マーズ (Almaaz) は、アラビア語で雄の仔山羊を意味する言葉に由来する。2017年2月1日に国際天文学連合の恒星の命名に関するワーキンググループ (Working Group on Star Names, WGSN) は、Almaaz をぎょしゃ座ε星の固有名として正式に承認した。